# 刘正国
刘正国（1951年—），男，安徽无为人，音乐史学家，笛龠演奏家，国家一级演奏员，上海师范大学音乐学院教授。

## 生平
1982年毕业于安徽师范大学艺术系，1996年结业于中国艺术研究院研究生部。历任中国音乐研究所《中国音乐文物大系》总编辑部副主任，安徽省艺术研究所研究部主任。2003年通过人才引进调入上海师范大学任教，现任上海师范大学音乐学院二级教授、硕士生导师。
刘正国是国家专利乐器“九孔龠”、“七孔笛”和“凹孔古籁”的发明人，主持国家社科基金项目、教育部人文社科项目、文化部科技项目、上海市教委重点项目等科研项目多项，现担任国家社科基金重大项目“中国古管乐器文献、图像及文物资料集成与研究”首席专家。研究成果曾获安徽省社会科学优秀成果奖、上海市哲学社会科学优秀成果奖一等奖等，2020年获第八届高等学校科学研究优秀成果奖（人文社会科学）二等奖。